# Mamadou Kouyaté (griot)
Pour les articles homonymes, voir Mamadou Kouyaté.
Mamadou Kouyaté ou Djeli Mamadou Kouyaté (Mamadou Kouyaté le djeli, le griot) est un griot guinéen ayant vécu au XXe siècle.

## Biographie
Mamadou Kouyaté, fils de Bintou Kouyaté et du griot Djeli Kedian Kouyaté, suit à son tour une formation de djeli auprès de son père ; sa famille revendique pour ancêtre Balla Fasséké Kouyaté, griot de Soundiata Keïta.
Au cours des années 1950, Mamadou Kouyaté réside en Guinée dans le village de Djeliba Koro, dans la circonscription de Siguiri. C'est là que l'historien guinéen Djibril Tamsir Niane l'écoute relater une courte version de l'épopée de Soundiata, dérivée de la vie réelle de Soundiata Keïta. D. T. Niane met par écrit et traduit cette version en en explicitant certains détails obscurs afin de la rendre accessible à un large public : le résultat est Soundiata ou l'épopée mandingue qu'il publie en 1960 et qui est le premier ouvrage à faire connaître l'épopée à un vaste public hors d'Afrique.
Mamadou Kouyaté est peut-être indirectement à l'origine d'une version théâtrale de l'épopée, Soundjata, créée par le dramaturge Patrick Mohr en 1986 après qu'il a eu entendu le griot lui relater l'épopée.
Djeli Mamadou Kouyaté meurt en juin 1991 à Ouagadougou au Burkina Faso.